# Setabis plagiaria
Setabis plagiaria is een vlindersoort uit de familie van de prachtvlinders (Riodinidae), onderfamilie Riodininae.
Setabis plagiaria werd in 1902 beschreven door Grose-Smith.